# 파르마 공작 카를로스 왕자
파르마 공작 카를로스 왕자(Prince Carlos, Duke of Parma and Piacenza, 1970년 1월 27일 ~ )는 1748년부터 1802년까지, 1847년부터 1859년까지(룩셈부르크 대공가 포함) 파르마와 피아첸차 공국을 통치한 부르봉-파르마 왕가의 현(2010년 이후) 수장이다. 1996년부터는 '전하(His Royal Highness)' 양식과 카를로스 드 부르봉 드 파르메 왕자 칭호를 사용하는 네덜란드 왕실의 일원이기도 하다. 그는 또한 2010년부터 아버지의 뒤를 이어 칼리스트 가문으로부터 스페인의 합법적인 왕이자 칼리스트 가문의 수장으로 여겨지고 있다. 스페인에서는 마드리드 공작(Duque de Madrid)이라는 칭호도 사용한다
파르마 공작 카를로스 우고와 네덜란드 공주 이레너의 장남인 그는 프랑스 귀족에서 드 부르봉 왕자라는 칭호를 받기도 한다.
그는 파르메산 성군 콘스탄티노스 훈장, 시민공로 성 루이 훈장, 금지된 합법성 훈장, 무공로 성 조지 훈장의 그랜드 마스터이다.